# Tour de Lividonia
La tour de Lividonia (en italien : Torre di Lividonia), est une tour côtière située à Porto Santo Stefano une frazione de la commune de Monte Argentario (province de Grosseto), en Toscane,. Son emplacement se trouve à l'extrémité nord-ouest du promontoire de l'Argentario.

## Historique
La tour côtière a été construite par les Espagnols dans la seconde moitié du XVIe siècle pour mettre en œuvre le système défensif de l'État des Présides, avec des fonctions de visée vers le nord et l'ouest. Cependant, le projet de construction de la tour peut être attribué à l'ingénieur militaire Francesco De Marchi, à qui la tâche lui fut confiée en 1548 par le gouvernement de la république de Sienne, précisément au cours des dernières années où tout le territoire fut contrôlé par les Siennois.
La fortification remplit des fonctions militaires jusqu'aux premières décennies du XIXe siècle, date à laquelle commença son démantèlement progressif après l'annexion de l'ensemble du territoire au grand-duché de Toscane.
Au XIXe siècle, la tour a subi une attaque de pirates en 1814 et, quelques années plus tard, malgré un projet de construction d'un phare à proximité de la structure défensive côtière préexistante, ce dernier n'a jamais été réalisé. En 1867, après avoir été complètement déclassée de ses fonctions militaires initiales, la tour fut vendue à des particuliers et, au cours du XXe siècle, elle se retrouva adjacente à de nouveaux bâtiments résidentiels.
Des restaurations récentes ont permis de redonner à la tour sa splendeur d'antan, grâce également à l'excellent état de conservation dans lequel elle est toujours restée.